# 服务器端渲染
SSR服务端渲染（英语：server side render）指一般情况下，一个web页面的数据渲染完全由客户端或者浏览器端来完成。先从服务器请求，然后到页面；再通过AJAX请求到页面数据并把相应的数据填充到模板，形成完整的页面来呈现给用户。服务端渲染把数据的初始请求放在了服务端，服务端收到请求后，把数据填充到模板形成完整的页面，由服务端把渲染的完整的页面返回给客户端。这样减少了一次客户端到服务端的HTTP请求，加快了相应速度，一般用于性能优化。